# Ungersven och havsfrun
Ungersven och havsfrun (klassifikation: SMB 21, TSB A 49) är en naturmytisk balladtyp som finns upptecknad i Sveriges Medeltida Ballader i tio svenska varianter (varav en är finlandssvensk) från mitten av 1700-talet och framåt. (Variant A består dock endast av de sju första stroferna av SMB 3 B, en av varianterna av Kung Erik och spåkvinnan.) Fem av varianterna är försedda med melodier.

## Handling
I de flesta varianterna följer en ung man havsfrun till hennes hem i havet. I några varianter får han där en dryck som får honom att antingen glömma släkt och fästmö eller dö. I variant G (efter Brita Cajsa Carlsdotter från Östergötland, upptecknad av L. Chr. Wiede på 1840-talet) räddar sig ungersvennen genom att spela mycket vackert på sin gullharpa, ungefär som i balladen Harpans kraft, SMB 22.

## Paralleller på andra språk
Balladtypen finns också på danska som Herr Bøsmer i elvehjem (DgF 45), och på norska.

## Inspelningar
- Gruppen Folk och rackare spelade in en version som textmässigt och delvis melodimässigt bygger på variant SMB 21 B: Herr Olof och havsfrun, på skivan Folk och rackare, år 1976